# Alexandra Alden
Alexandra Alden (ur. 8 kwietnia 1994) – maltańska piosenkarka i autorka tekstów mieszkająca obecnie w Rotterdamie.

## Życiorys
Urodziła się na Malcie, lecz wczesne dzieciństwo spędziła w Niemczech, w Tutzing, dokąd na kilka lat przeprowadziła się jej rodzina. Jej bratem jest Timothy Alden - maltański działacz na rzecz ochrony środowiska i były polityk.

### Kariera
Karierę muzyczna rozpoczęła z zespołem Martin McNeil & The Dissidents jako wokalistka wspierająca. Utwory z jej udziałem znalazły się na pierwszej płycie zespołu.
Pod koniec 2012 roku ukazał się jej pierwszy solowy singiel Dancing Alone, który w lutym 2013 znalazł się na pierwszym miejscu w Malta's Top 10 w radiu 89.7 Bay. W kwietniu 2013 na platformie Bandcamp pojawiła się jej debiutancka EP-ka The Curious Child. 	
W tym samym roku Alden przeniosła się do Utrecht w Holandii, gdzie rozpoczęła studia w zakresie muzyki jazzowej na Hogeschool voor de Kunsten, a następnie do Rotterdamu, gdzie kontynuowała naukę w konserwatorium Codarts. W grudniu 2014 roku Alden wygrała drugą edycję konkursu Jong QuiteQuiet, który odbył się w Delfcie.
Od 2016 roku pojawia się gościnnie w składzie zespołu The Magic Mumble Jumble jako wokal wspierający i gitara akustyczna. W 2016 roku wzięła też udział w nagraniu utworu Away with You maltańskiej grupy The Busker (piosenka została wydana w marcu 2017). 
21 marca 2018 miała miejsce premiera jej pierwszego albumu studyjnego Wild Honey. 
W latach 2018–2020 była jurorką w 1 i 2 edycji maltańskiej wersji talent show X Factor (X Factor Malta). W pierwszej edycji prowadziła zespoły, zaś w drugiej solistów powyżej 25 roku życia.  
W 2019 roku została wyróżniona nagrodą Ad Van Meurs Prijs w kategorii Het Mooiste Liedje (najpiękniejsza piosenka) za utwór Darling.
W 2020 roku skomponowała muzykę do projektu Alice in Wonderless Land stworzonego przez Teatru Malta. Będącego adaptacją sztuki Alice nel paese senza meraviglie autorstwa Dario Fo i Franca Rame.
W 2021 roku ukazał się jej drugi album o tytule Leads To Love. Teledysk do znajdującego się na nim utworu Vagabond, wyreżyserowany przez Bruce’a Micallefa Eynauda, zwyciężył w Malta Youth Film Festival 2022 w kategorii Najlepsza kreatywność i oryginalność. Był także nominowany do Szwedzkiego Międzynarodowego Festiwalu Filmowego (Sweden International Film Festival) w kategorii Najlepszy teledysk.
W 2021 roku gościnnie wzięła też udział w nagraniu utworu Dnubiet maltańskiej grupy Djun. A w grudniu tego roku otrzymała nagrodę Junior Chamber International Malta - Ten Outstanding Young People za osiągnięcia kulturalne.
W marcu 2022 roku w Palazzo Parisio w Naxxar miała miejsce premiera spektaklu Intimate Żfin współtworzonego przez Alden i zespół taneczny ŻfinMalta.. W przedstawieniu wykorzystane zostały utwory pochodzące z płyt Wild Honey i  Leads To Love.
W 2023 została zaproszona do współpracy przez brytyjskiego rysownika Chrisa Riddella przygotowującego ilustracje do nowego wydania książki Mały Książę. W czerwcu 2023 w serwisach streamingowych ukazał się jej utwór, inspirowany tą książką, o tytule Blossom, Dearest. W ramach współpracy z Chrisem Riddellem powstał też projekt On The Cosmic Shore, podczas którego rysownik, na żywo, ilustrował wykonywane przez Alden utwory.
25 października 2024 ukazał się singiel Grea Escape będący efektem współpracy piosenkarki z Chrisem Vellą. 
W kwietniu 2025 ukazał się singiel magnolia będący zapowiedzią kolejnej albumu piosenkarki When is it too late?, mającego się ukazać 10 października 2025.

### Aktywizm
Piosenkarka zaangażowana jest w działania na rzecz przeciwdziałania przemocy domowej i pomoc jej ofiarom. Podczas finału 2 edycji X Factor Malta ubrana była w suknie, do której przyczepionych zostało 16 kartek z imionami kobiet. Każde z imion symbolizowało jedną z ofiar przemocy w rodzinie, które zostały zamordowane na Malcie w ciągu ostatnich 10 lat. W listopadzie 2022 roku, po zabójstwie Bernice Cassar, nagrała utwór Love Was a Monster. Utwór został opublikowany na platformie Bandcamp, a dochód z jego sprzedaży został przeznaczony na rzecz Women's Rights Foundation Malta.

## Inspiracje
Wśród muzycznych inspiracji wymienia wykonawców, takich jak Joni Mitchell, Nick Drake, Bon Iver, Sufjan Stevens, Laura Marling, Nick Cave i Father John Misty.

## Dyskografia
Albumy studyjne
- Wild Honey (2018)
- Leads To Love (2021)

Albumy koncertowe
- Wild things (2024)

EP
- The Curious Child (2013)

Single
- Dancing Alone (2013)
- Darling (2018)
- Pilgrim (2020)
- Shadow Of A Woaman (2020)
- Helium (2021)
- Not For Me to Say (2021)
- Crying Wolf (2021)
- Leads To Love (2021)
- Vagabond (2021)
- Fake Fur Coat (2022)
- blossom, dearest (2023)
- Great Escape (2024) razem z Chris Vella
- magnolia (2025)
- stuck (2025)

## Nagrody
- Jong QuiteQuiet Delft (2014)
- Ad Van Meurs Prijs w kategorii Het Mooiste Liedje (2019)